# Bryony van Velzen
Bryony van Velzen (14 mei 1996) is een voormalig wielrenster uit Munstergeleen, Nederland.
Van Velzen reed vanaf augustus 2016 als stagiair voor het Belgische Lares-Waowdeals, waar ze een jaar later een contract kreeg. De ploeg ging in 2018 verder als Doltcini-Van Eyck Sport en ook in 2019 reed ze nog voor deze ploeg, maar ze ging in 2020 voor Ciclotel rijden. Toen deze ploeg aan het eind van het seizoen ophield te bestaan, ging ze terug naar Doltcini. In de zomer van 2021 hing ze haar fiets aan de wilgen.
In 2017 reed ze de Ronde van Italië voor vrouwen uit en finishte ze als 13e in de Tour of Guangxi. In de Volta Limburg Classic 2018 werd Van Velzen 18e. In april en mei reed ze drie etappekoersen in China: ze werd 12e in de slotrit van de Ronde van Chongming, 15e in de slotrit van de Tour of Zhoushan Island en in de Panorama Guizhou Race werd ze derde in de tweede etappe, vijfde in de vierde etappe en zesde in het algemeen klassement. Later dat jaar werd ze 10e in de Flanders Diamond Tour, 11e in Veenendaal-Veenendaal Classic, 11e in de tweede etappe van de BeNe Ladies Tour, 13e in de Tour of Guangxi, 13e in de GP Isbergues en 14e in de GP Sofie Goos. In het eindklassement van de Lotto Belgium Tour 2018 werd ze 17e, op anderhalve minuut achter winnares Liane Lippert.
In 2019 werd Van Velzen derde in de tweede etappe van de Tsjechische rittenkoers Tour de Feminin - O cenu Českého Švýcarska. Ze werd zevende in de derde etappe van de Ronde van Chongming en 13e in het eindklassement, op 41 seconden van winnares Lorena Wiebes. In de GP Alanya werd ze 14e.
In 2020 finishte Van Velzen in de Vuelta CV Feminas als tiende. In haar laatste seizoen was haar beste resultaat de 15e plek in Le Samyn 2021.

## Palmares
2018
- 6e in Panorama Guizhou Race
  - 3e in 2e etappe Panorama Guizhou Race
  - 5e in 4e etappe Panorama Guizhou Race
- 10e in Flanders Diamond Tour

2019
- 3e in 2e etappe Tour de Feminin - O cenu Českého Švýcarska
- 7e in Ronde van Chongming

2020
- 10e in Vuelta CV Feminas